# Coppa del mondo di arrampicata 1994
La Coppa del mondo di arrampicata 1994 si è disputata dal 16 aprile al 26 novembre, nell'unica disciplina lead.

## Tappe
La Coppa si è disputata su 4 gare.
| # | Data        | Città         | Nazione     |
| - | ----------- | ------------- | ----------- |
| 1 | 16 aprile   | Villach       | Austria     |
| 2 | 29 aprile   | Mosca         | Russia      |
| 3 | 18 novembre | Aix-les-Bains | Francia     |
| 4 | 26 novembre | Birmingham    | Regno Unito |

## Classifica maschile lead
| Pos.                                                                        | Atleta                | AUT      | RUS      | FRA     | GBR         | Punti |
| --------------------------------------------------------------------------- | --------------------- | -------- | -------- | ------- | ----------- | ----- |
| 1                                                                           | François Lombard      | 3        | 9        | 1       | 1           | 302   |
| 2                                                                           | François Legrand      | 1        | 1        |         | 2           | 280   |
| 3                                                                           | Jean-Baptiste Tribout | 8        | 2        | 6       | 8           | 207   |
| 4                                                                           | Fabien Mazuer         | 5        | 4        | 2       | 16          | 206   |
| 5                                                                           | François Petit        | 4        | 8        | 9       | 3           | 197   |
| 6                                                                           | Arnaud Petit          | 2        | 6        | 13      | 14          | 177   |
| 7                                                                           | Elie Chevieux         | 17       | 10       | 5       | 5           | 154   |
| 8                                                                           | François Coffy        | 11       | 11       | 8       | 11          | 133   |
| 9                                                                           | Ian Vickers           | 18       | 3        | 6       | 29          | 130   |
| \| Legenda \| 1º posto \| 2º posto \| 3º posto \| A punti \| Senza punti \| |                       |          |          |         |             |       |
| Legenda                                                                     | 1º posto              | 2º posto | 3º posto | A punti | Senza punti |       |

## Classifica femminile lead
| Pos.                                                                        | Atleta              | AUT      | RUS      | FRA     | GBR         | Punti |
| --------------------------------------------------------------------------- | ------------------- | -------- | -------- | ------- | ----------- | ----- |
| 1                                                                           | Robyn Erbesfield    | 1        | 1        | 1       | 1           | 400   |
| 2                                                                           | Isabelle Patissier  | 2        | 3        | 2       | 12          | 253   |
| 3                                                                           | Natalie Richer      | 5        | 10       | 4       | 2           | 220   |
| 4                                                                           | Liv Sansoz          | 6        | 6        | 3       | 4           | 214   |
| 5                                                                           | Elena Ovtchinnikova | 3        | 2        | 20      | 7           | 200   |
| 6                                                                           | Marie Guillet       | 7        | 5        | 6       | 16          | 161   |
| 7                                                                           | Laurence Guyon      |          |          | 5       | 3           | 116   |
| 7                                                                           | Yulia Inozemtseva   |          | 4        | 7       | 17          | 116   |
| 9                                                                           | Muriel Sarkany      |          | 12       | 7       | 9           | 108   |
| 10                                                                          | Martina Cufar       | 11       | 23       | 16      | 6           | 106   |
| \| Legenda \| 1º posto \| 2º posto \| 3º posto \| A punti \| Senza punti \| |                     |          |          |         |             |       |
| Legenda                                                                     | 1º posto            | 2º posto | 3º posto | A punti | Senza punti |       |